# Бутурлинівський район
Бутурлинівський район (рос. Бутурлиновский район) — адміністративна одиниця на півночі Воронезької області Росії.
Адміністративний центр — місто Бутурлинівка.

## Географія
Бутурлинівський район розташований в південно-східній частині Воронезької області. Він межує з Бобровським, Таловським, Новохоперським, Воробйовським та Павловським районами.
Площа району - 1810 км².
Клімат району помірно-континентальний. Середня температура найтеплішого місяця - липня становить + 20°C, найхолоднішого - січні -10°C.
Основні річки - Осередь, Толучєєвка, Чигла.
У районі частина Шипового лісу.

## Історія

### У Московському царстві
Територія Бусурлинівського району, що раніше належала Кримському ханству, приєднана до Московського царства 1570 року після приєднання Наддоння й утворення Донського козацтва. У 1615 році на річці Осередь існував Серецький (Осередський) ухож. Експедиція І. Жолобова 1685 року відзначила на території Бутурлинівського району козацькі юрти Верхні Отрожки й Пуза. Постійні поселення виникають в кінці XVII - початку XVIII сторіччя.

### У Російській імперії
У 1740-ті роки великі земельні пожалування отримав О.Б. Бутурлін. У верхів'ях Осереді Бутурлін оселив покріпачених українських селян з Малоросії, а також покріпачив частину вільних українських переселенців. На землях О.В. Бутурліна виникла слобода Бутурлинівка, а також села Василівка, Колодіївка, Толучеєво, хутора Великий, Кучерявий, Терехов, Хорольський, Бражников, Серіков, Колодіїв, Патокин, Макогонов (у 1780 році всього 2 583 дворів, 13315 чоловіків).
На території району переселено однодворців з Козловського повіту, що заснували село Козловку. У західну частину району також переселяли дворцових білоруських селян з-під Смоленська. Вони заснували село Кисляй (нині районне селище Нижній Кисляй), що увійшло до складу Битюцької дворцової волості.
У 1779-1782 роках частину території Бутурлинівського району входила у Гвазденський повіт Тамбовської губернії.
У XIX сторіччі територія Бутурлиновського району входила до складу Павловського й Бобровського повітів. У 1839-1842 роках графи Бутурліни надали селянам свободу за законом про вільних хліборобів за 2114335 рублів.
У 1896 році через Бутурлинівський район пройшла залізнична лінія Талова-Калач (пасажирське сполучення припинено у 1998 році).
У роки Російської громадянської війни територія Бутурлинівського району була місцем запеклих боїв білих з червоними.
Районні газети: «Колхозная правда» (1930-1937), «Сталинское знамя» (1937-1956), «Заря коммунизма» (1956-1962), «Призыв» (з 1962).

### У РРФСР СРСР
Район утворено 1928 року у складі Розсошанської округи Центрально-Чорноземної області. Розсошанську округу скасовано 1930 року. У складі Воронізької області з 1934 року.
За німецько-радянської війни, у 1942-1943 роках, Бутурлинівський район був ближнім тилом радянських військ, тут розміщувалися військові частини, діяли 13 евакогоспіталів. За роки війни загинули близько 12 000 осіб, призваних з району, 13 уродженців району стали Героями Радянського Союзу, 4 — Героями Соціалістичної Праці.
1963 року Бутурлинівський район збільшено за рахунок сільрад зі скасованого Вороб'ївського району. 1977 року до відновленого Вороб'ївського району повернулися частина сільрад.
З 1983 року діє краєзнавчий музей.

## Економіка
Основна галузь сільського господарства - рослинництво: виробництво цукрового буряка, зерна, соняшнику, лікеро-горілчане виробництво (Бутурлинівський лікеро-горілчаний завод). У 2006 році в районі виробництвом сільськогосподарської продукції займалися 15 сільгосппідприємств та 68 селянсько-фермерських господарств.